# Troy Ward
Troy G. Ward (* 4. Juni 1962 in North St. Paul, Minnesota) ist ein ehemaliger US-amerikanischer Eishockeyspieler und jetziger -trainer sowie -funktionär. In den Jahren 2017 bis 2019 war er Cheftrainer des EHC Linz.

## Karriere
Nachdem Troy Ward Anfang der 1980er-Jahre am College noch selbst als Spieler am Eis stand, trat er bereits ein Jahr nach seinem Collegeabschluss einen Job als Assistenztrainer an.
An der University of Wisconsin–Eau Claire verdiente er sich die ersten Trainersporen, wechselte schließlich zur Saison 1990 an die University of Denver und von dort in den in Nordamerika hoch angesehenen Juniorenbereich (United States Hockey League). Mitte der 1990er-Jahre kam erstmals der Ruf aus dem Profibereich. In der International Hockey League trainierte Ward für zwei Jahre bei den Indianapolis Ice und erarbeitete sich dort einen so guten Ruf, dass es ab 1997 für den Amerikaner in der National Hockey League weiter ging. Bei den Pittsburgh Penguins war Ward als Assistenztrainer aktiv und bekam es dort mit damals jungen Spielern wie Jaromír Jágr, Alexei Kowaljow, Martin Straka, Robert Lang zu tun, von denen einige berühmte Eishockeyspieler wurden.
Nach über 30 Jahren als erfahrener Trainer in unterschiedlichen Ligen wechselte er 2017 erstmals nach Europa zum österreichischen Eishockeyverein EHC Linz, wo er bis zu seiner Entlassung im Jahr 2019 als Trainer tätig war. In der Saison 2019/20 war er erstmals als Scout für die Vancouver Canucks tätig.